# Calau xiulador
El calau xiulador (Bycanistes fistulator) és una espècie d'ocell de la família dels buceròtids (Bucerotidae) que habita la selva humida, altres formacions boscoses i manglars del Senegal, Gàmbia, sud de Mali, Guinea Bissau, Guinea, Sierra Leone, Libèria, Costa d'Ivori, Ghana, Togo, Benín, Nigèria, Camerun, Guinea Equatorial, el Gabon, República del Congo, República Centreafricana, República Democràtica del Congo, oest d'Uganda i nord-oest d'Angola.

## Taxonomia
S'han descrit tres subespècies:
- B. f. fistulator (Cassin, 1850). Des del Senegal i Gàmbia fins Nigèria occidental.
- B. f. sharpii (DG, Elliot, 1873). Des del sud-est de Nigèria fins Angola septentrional.
- B. f. duboisi (WL Sclater, 1922). Des de la Rep. Centrafricana fins al centre i est de la Rep. Democràtica del Congo i l'oest d'Uganda.

Modernament aquestes subespècies han estat separades en dues espècies:
- calau xiulador occidental (Bycanistes fistulator).
- calau xiulador oriental (Bycanistes sharpii), que inclou dues subespècies.